# Nilssonia formosa
Nilssonia formosa је гмизавац из реда корњача и фамилије Trionychidae.

## Угроженост
Ова врста се сматра угроженом.

## Распрострањење
Мјанмар је једино познато природно станиште врсте.

## Станиште
Станиште врсте су слатководна подручја.